# Hervormde Kerk (Zwartsluis)
De Hervormde Kerk van Zwartsluis is een historisch kerkgebouw van de Hervormde Kerk in de Kerkstraat in Zwartsluis (Nederland).

## Geschiedenis
De Hervormde Kerk van Zwartsluis werd gebouwd in 1604. De vorige kerk, die uit de middeleeuwen dateerde, was in 1581 afgebroken. Een deel van de oorspronkelijke bouwmaterialen werd gebruikt om de nieuwe kerk te versterken.
In 1649 werd het gebouw uitgebreid met een tweede beuk aan de noordkant. In 1743 werden twee beuken bijgebouwd, ditmaal aan de oostkant. Bij een renovatie in 1865 werden de pilaren tussen de beuken weggebroken en de twee tongewelven vervangen door één groot gestuct gewelf met ornamenten in pleisterwerk.

## Toren
De oorspronkelijke toren, die in slechte staat was, werd in 1930 afgebroken. In 1932 bouwde Hendrik Schraa een nieuwe toren aan de zuidwestkant van de kerk.
In de kerktoren hangen twee klokken. De grootste klok is een van de dertien speelklokken die Adriaen Steylaert in 1566 voor de Oude Kerk in Amsterdam maakte. Op de klok staan een schip, het wapen van Amsterdam en afbeeldingen van Sint-Pieter, Maria en Jezus. De kleinere klok werd in 1606 gegoten door Henrick Wegewart.
In 1943, tijdens de Tweede Wereldoorlog, werden beide klokken meegenomen door de Duitse bezetters. De kleine klok werd intact teruggegeven, maar de grote klok was te zeer beschadigd en werd in 1946 in Midwolda opnieuw gegoten door Jacobus van Bergen.

## Interieur
De preekstoel dateert uit 1683 en is rijk versierd met houtsnijwerk, vermoedelijk van de hand van Hermannus van Arnhem.
Het kerkorgel is een rijksmonument.

## Fotogalerij

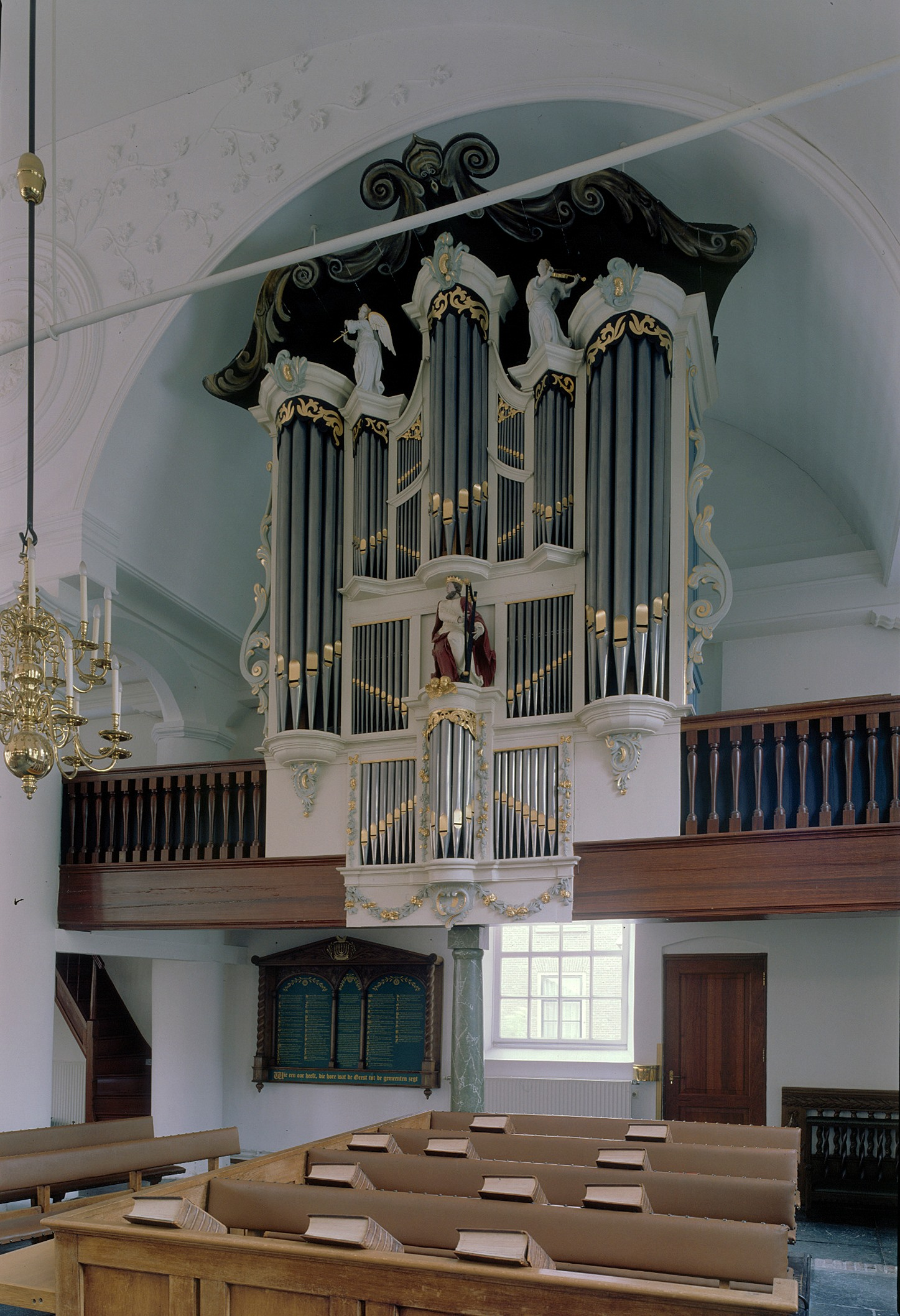
Het kerkorgel
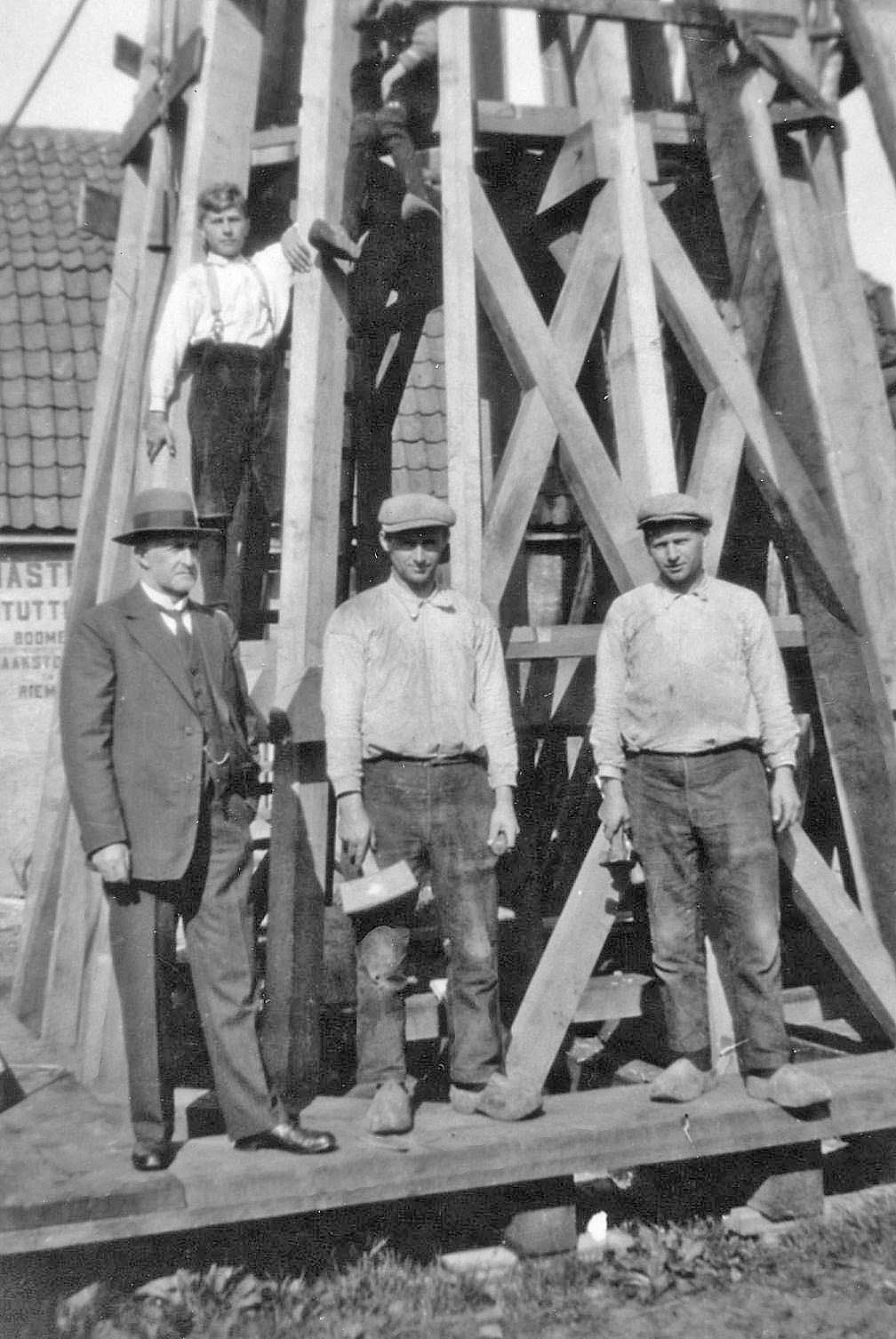
Hendrik Schraa (uiterst links) bij de bouw van de toren in 1932
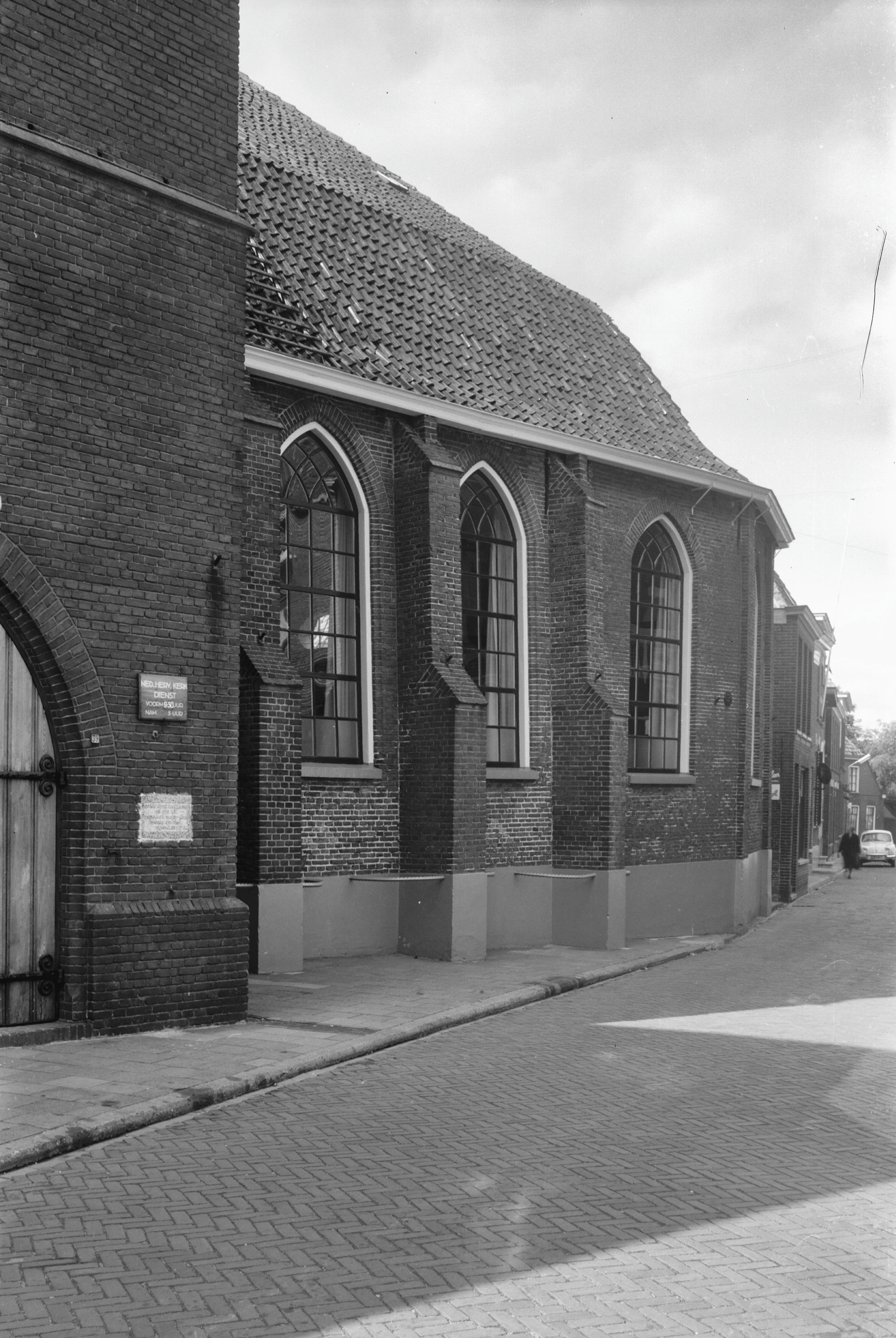
Oostaanzicht
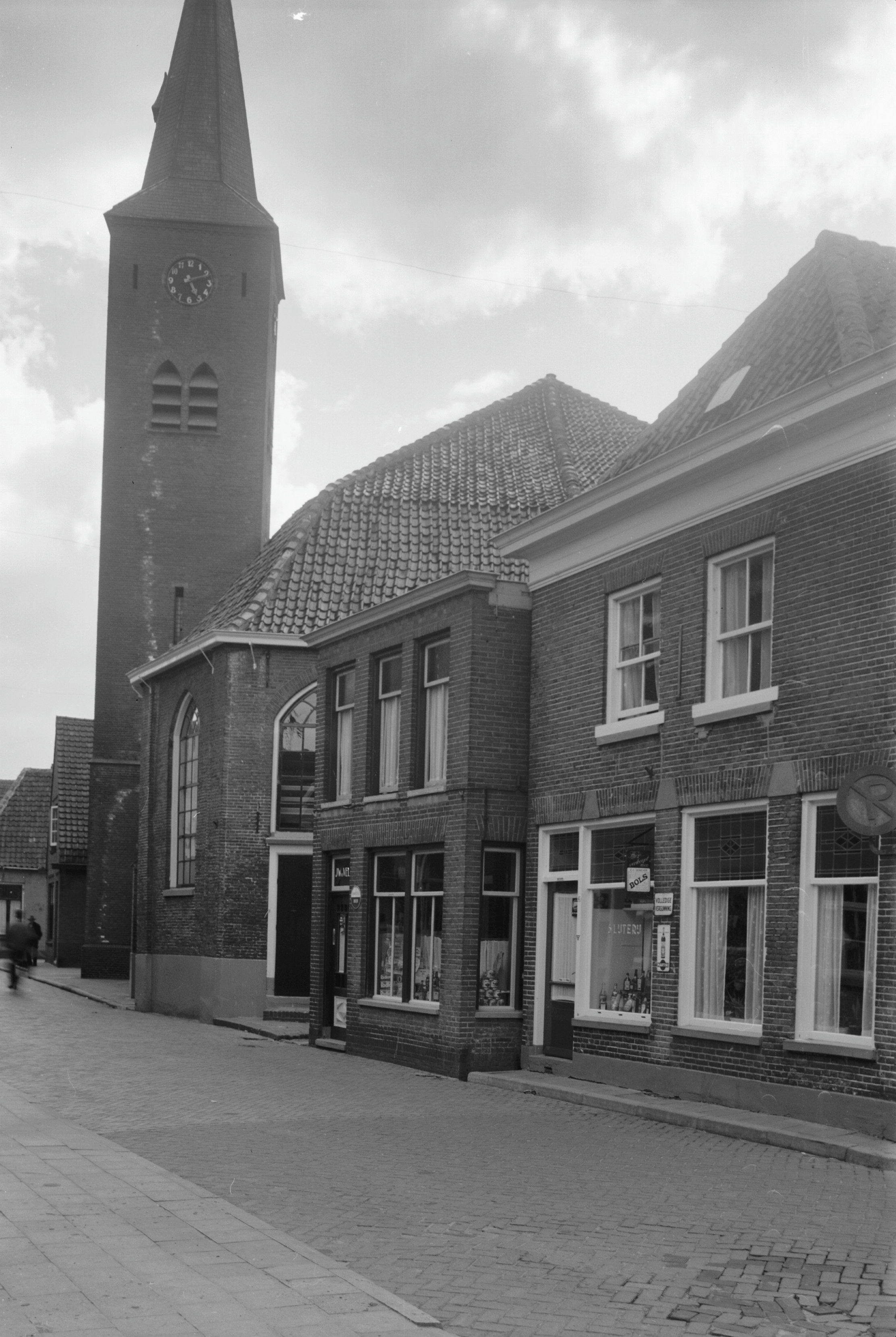
Westaanzicht